# 艾特米拿華卡默德林足球會

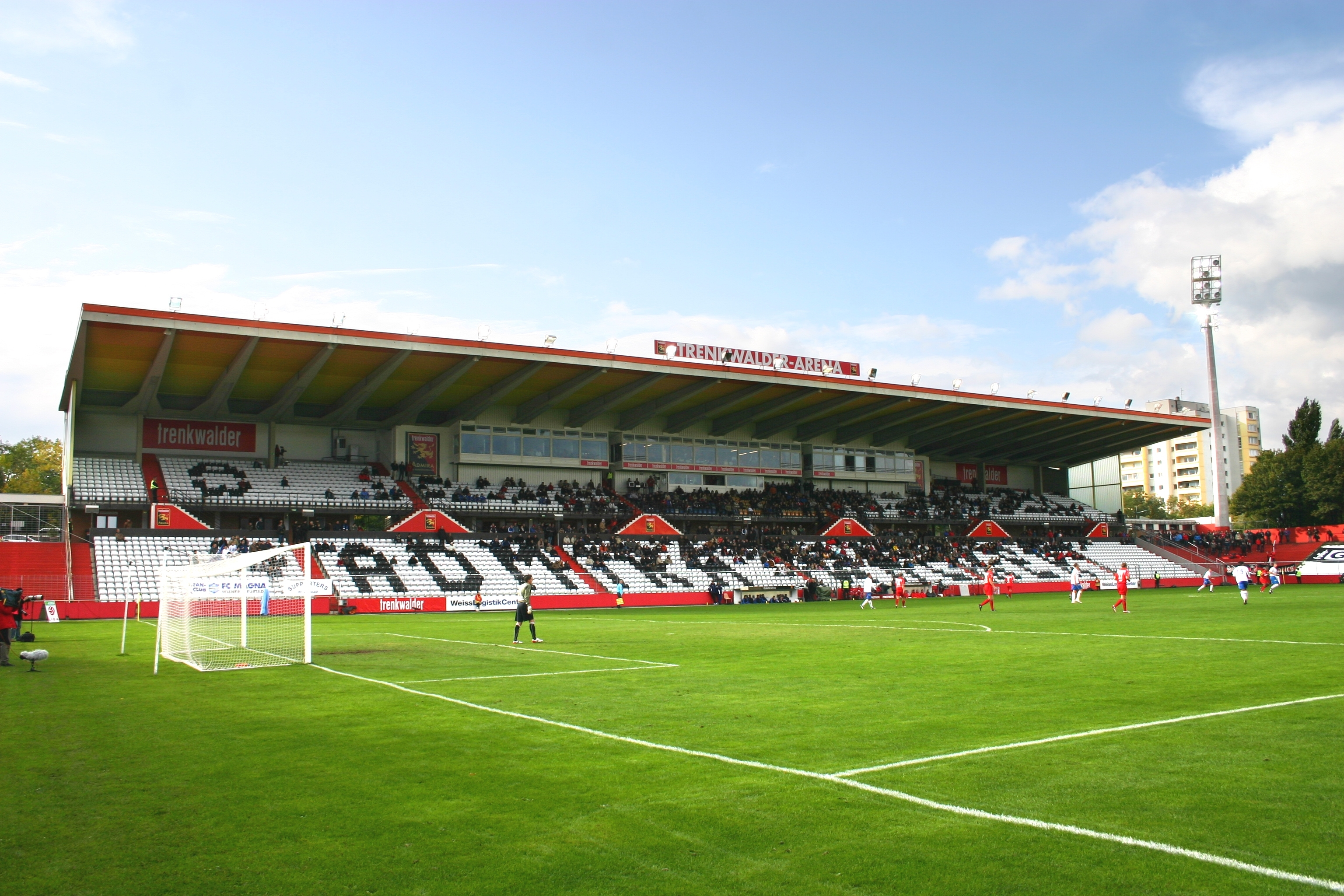
特伦克沃尔德竞技场

艾特米拿·華卡·默德林足球會（FC Admira Wacker Mödling，獲冠名贊助官方稱為FC Trenkwalder Admira Wacker Mödling），簡稱「艾特米拿」（Admira）或「特伦克沃尔德·阿德米拉」（Trenkwalder Admira），是位於奧地利東部下奧地利州默德林的足球俱乐部，於1905年在首都維也納以「維也納艾特米拿」（SK Admira Vienna）的名義成立，經歷多次與其他球隊合併改組，先於1971年與「維也納華卡」（SC Wacker Vienna）合併，其次是1997年的「默德林」（VfB Mödling），最近在2008年併合「舒瓦多夫」（SK Schwadorf）才改成現今名稱。球隊於2010–11年球季贏得奧甲冠軍而升班參賽奧地利足球超級聯賽 。

## 歷史
艾特米拿的前身「維也納艾特米拿」是戰前奧地利的一支勁旅，贏得7屆全國冠軍及3次奧地利盃錦標。於德奧合併期間曾參加由納粹德國組織的「奥斯特马克省级联赛」（Gauliga Ostmark），於1938/39年球季奪得冠軍而參賽德國全國錦標賽，但在決賽0-9大敗於腳下。
戰後「維也納艾特米拿」成績逐漸下滑，於1960年更降班次級聯賽。球隊於1960年代中期一度中興，贏得1964年的奧地利盃，更於兩年後取得聯賽及盃賽雙料冠軍。但球隊於1960年代末期遭受財困，四出尋求合併伙伴，初時鍾情奧地利維也納，但兩度合併失敗後，轉與「維也納華卡」（SC Wacker Vienna）商討，一支1940至50年代的勁旅，曾於1947年贏得雙料冠軍，更8度獲得頂級聯賽亞席，但其後卻成為「升降機」，兩隊於1971年成功合併組成「維也納艾特米拿/華卡」（FC Admira/Wacker Vienna）。合併後球隊獲得1989年奧地利盃亞軍及同年奧地利超級盃冠軍。
1997年球隊再次遭遇財困，結果再與位於默德林的次級聯賽球隊「默德林體育會」（VfB Mödling）合併組成「艾特米拿·華卡·默德林體育會」（VfB Admira Wacker Mödling）。新球隊於2005/06年球季以墊底成績降班。期間球會數度易手，於2004年一度落入伊朗商人手中，更引入多名伊朗外援。直到2008年人事顧問公司特伦克沃尔德国际（Trenkwalder International AG）東主理查德·特伦克沃尔德（Richard Trenkwalder）入主球隊，更換管理層及改革球會，並與其購入的另一支球隊「舒瓦多夫」（SK Schwadorf）合併組成「特伦克沃尔德·阿德米拉」（Trenkwalder Admira）。

## 榮譽
- 奧地利足球冠軍（9）：
  - 維也納艾特米拿（8）：1927年、1928年、1932年、1934年、1936年、1937年、1939年、1966年；
  - 維也納華卡（1）：1947年；

- 奧地利足球亞軍（12）：
  - 維也納艾特米拿（4）：1929年、1930年、1931年、1935年；
  - 維也納華卡（7）：1939年、1940年、1941年、1948年、1951年、1953年、1956年；
  - 維也納艾特米拿/華卡（1）：1989年；

- 奧地利盃冠軍（6）：
  - 維也納艾特米拿（5）：1928年、1932年、1934年、1964年、1966年；
  - 維也納華卡（1）：1947年；

- 奧地利超級盃冠軍（1）：
  - 1989年；

- 德國全國錦標賽（1）： 
  - 維也納艾特米拿（1）：1939年；

- 米杜柏杯亞軍（2）：
  - 維也納艾特米拿（1）：1934年；
  - 維也納華卡（1）：1951年；

## 外部連結
- 官方網站